# Epirochroa dujardini
Epirochroa dujardini är en skalbaggsart som beskrevs av Stefan von Breuning 1971. Epirochroa dujardini ingår i släktet Epirochroa och familjen långhorningar.
Artens utbredningsområde är Madagaskar. Inga underarter finns listade i Catalogue of Life.